# Hernesaari (ö i Norra Savolax)
Hernesaari är en ö i Finland.   Den ligger i kommunen Idensalmi i den ekonomiska regionen  Övre Savolax ekonomiska region  och landskapet Norra Savolax, i den centrala delen av landet, 400 km norr om huvudstaden Helsingfors. Hernesaari ligger i sjön Hernejärvi.